# Кузнецов, Александр Прокофьевич
Александр Прокофьевич Кузнецов (род. 1928 год, село Архиповка) — старший машинист обжиговых машин Соколовско-Сарбайского горно-обогатительного комбината имени В. И. Ленина Министерства чёрной металлургии СССР, Кустанайская область, Казахская ССР. Герой Социалистического Труда (1973).
Трудился агломератчиком, старшим машинистом обжиговых машин в цехе по производству окатышей Соколовско-Сарбайского горно-обогатительного комбината в городе Рудный Кустанайской области. Выполнил производственные задания Девятой пятилетки (1971—1975) за два с половиной года. Указом Президиума Верховного Совета СССР от 29 декабря 1973 года удостоен звания Героя Социалистического Труда с вручением ордена Ленина и золотой медали «Серп и Молот».